# 16. sydlige breddekreds
Den 16. sydlige breddekreds (eller 16 grader sydlig bredde) er en breddekreds, der ligger 16 grader syd for ækvator. Den løber gennem Atlanterhavet, Afrika, det Indiske Ocean, Australasien, Stillehavet og Sydamerika.